# Estación de Hecelchakán (Tren Maya)
Hecelchakán es una estación de ferrocarril en Hecelchakán, Campeche. La ruta del Tren Maya incluye un tramo de 235 km que se extiende desde Escárcega a Calkiní, y este tramo incluye una estación en Hecelchakán.
El 15 de diciembre de 2023, el presidente Andrés Manuel López Obrador inauguró el tramo en donde se encuentra la estación, la cual fungirá como un paradero.

## Historia
El candidato Andrés Manuel López Obrador, anunció en su campaña presidencial del 2018 el proyecto del Tren Maya. El 13 de agosto de 2018 anunció el trazo completo. El recorrido de la nueva ruta del Tren Maya puso a la estación de Hecelchakán en la ruta que conectaría con Escárcega y a Calkiní, en el estado de Campeche.
Actualmente, la Estación de Hecelchakán se encuentra abierta y recibe a viajeros locales, nacionales e internacionales.